# First Ladies of Disco
First Ladies of Disco — американская группа, первоначально состояла из Марты Уош, Линды Клиффорд и Эвелин Кинг. Группа была сформирована в 2015 году Джеймсом Вашингтоном, менеджером Уош. Их название группы было вдохновлено книгой Джеймса Арены «Первые леди диско» (2013), которая включает интервью с отдельными участниками группы. В марте 2015 года First Ladies of Disco выпустили свой дебютный сингл «Show Some Love» на лейбле Уош Purple Rose Records. Ремикс сингла достиг шестого места на Billboard Dance Club Songs.
В 2017 году группа отправилась в свой первый тур под названием «First Ladies of Disco Show». В декабре 2017 года Кинг покинула группу и была заменена бывшей вокалисткой группы Chic Нормой Джин Райт в феврале 2018 года. В марте 2019 года группа выпустила свой второй сингл «Don’t Stop Me Now».

## Дискография

### Синглы
| Название            | Год  | Пиковая позиция | Пиковая позиция | Альбом      |
| Название            | Год  | US Dance        | US Electronic   | Альбом      |
| ------------------- | ---- | --------------- | --------------- | ----------- |
| «Show Some Love»    | 2015 | 6               | 45              | без альбома |
| «Don’t Stop Me Now» | 2019 | 9               | 42              | без альбома |

## Туры
- First Ladies of Disco Show (2017—2019)